# Euphorbia fimbriata
Euphorbia fimbriata Scop. es una especie fanerógama perteneciente a la familia de las euforbiáceas. Es nativa de Sudáfrica en la Provincia del Cabo.

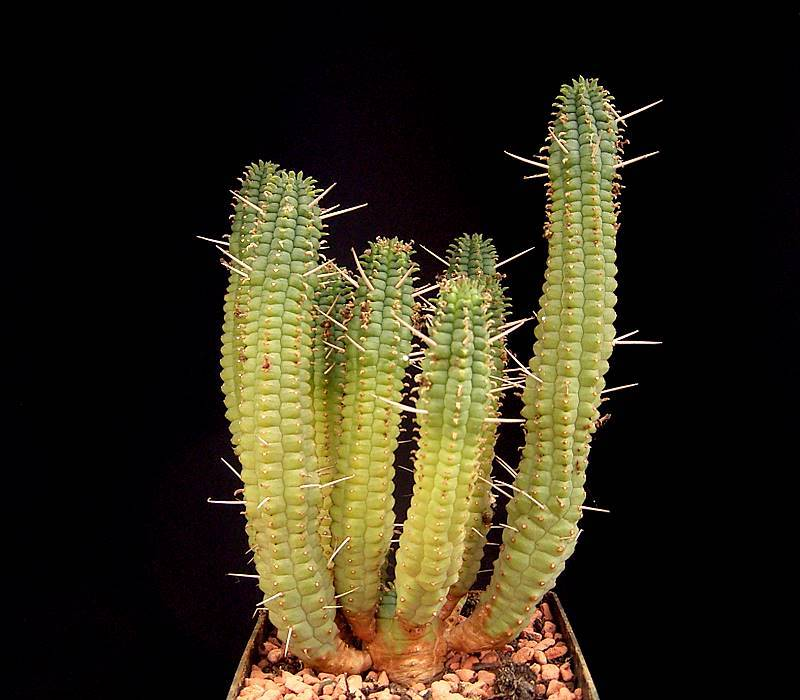
Detalle de la planta

## Descripción
Es una planta suculenta, que alcanza un tamaño de 25 a 90 cm de altura,  sin hojas, más o menos espinosa, erecta, ramificada en forma agrupada o más o menos  verticiladas, dioica, con las ramas ascendentes o erectas, pero a veces decumbentes y enraizamiento en la base, con 7-12 ángulos, glabras, de color verde claro, llegando a ser de color marrón con la edad; los ángulos no dispuestos en espiral, son prominentes; espinas (pedúnculos modificados) solitarias en las axilas de los tubérculos.

## Taxonomía
Euphorbia fimbriata fue descrita por Giovanni Antonio Scopoli y publicado en Deliciae florae et faunae insubricae seu novae, aut minus cognitae species plantarum et animalium quas in Insubria austriaca tam spontaneas, quam exoticas vidit, descripsit, et aeri indici curavit Joannnes Antonius Scopoli. 3: 8. 1788.
Etimología
Euphorbia: nombre genérico que deriva del médico griego del rey Juba II de Mauritania (52 a 50 a. C. - 23), Euphorbus, en su honor – o en alusión a su gran vientre –  ya que usaba médicamente Euphorbia resinifera. En 1753 Carlos Linneo asignó el nombre a todo el género.
fimbriata: epíteto latino que significa "con flecos".
Sinonimia
- Euphorbia mammillaris Haw.
- Vallaris fimbriata (Scop.) Raf. (1838).
- Euphorbia scopoliana Steud. (1840).
- Euphorbia platymammillaris Croizat (1932).[6][7]